# Ciclismo do Sport Lisboa e Benfica
Ciclismo do Sport Lisboa e Benfica foi uma equipa de ciclismo de Portugal. Ganhou pela última vez a Volta a Portugal em 1999, com o ciclista espanhol David Plaza a vencer a classificação geral; o clube obteve igualmente a vitória no registo colectivo. Historicamente, o Benfica teve grandes sucessos nacionais no ciclismo, e após alguns problemas e adiamentos, foi aprovado em 2006 a reintrodução de um departamento de ciclismo no clube, que foi de  curta duração (2007-2008).

## Palmarés
| Prova               | Títulos | Anos                                                                 |
| ------------------- | ------- | -------------------------------------------------------------------- |
| Volta a Portugal    | 9       | 1931 \| 1934 \| 1947 \| 1965 \| 1966 \| 1968 \| 1974 \| 1976 \| 1999 |
| Volta ao Algarve    | 1       | 1999                                                                 |
| Volta ao Luxemburgo | 1       |                                                                      |

## Equipa de Elites 2008
- José Azevedo (ex-Discovery Channel)
- Cândido Barbosa (ex-Liberty Seguros)
- Bruno Castanheira (ex-Maia Milaneza)
- Rui Costa
- Rubén Plaza (ex-Caisse d’Epargne)
- Pedro Lopes (ex-LA Liberty Seguros)
- Danail Petrov (ex-Maia Milaneza)
- Mikel Pradera (ex-Caisse d'Epargne)

## Equipa Sub-23 2007
- Fábio Cera
- Tiago Claro (ex-VULCAL/Sporting de Pombal)
- Fábio Coelho
- Márcio Barbosa (ex-Anicolor/Siper)
- André Ferreira
- Edgar Pinto
- Edgar Anselmo
- Mário Costa
- José Mendes
- Bruno Sancho (ex-Anicolor/Siper)
- Alfredo Luís Piedade
- José Maria Nicolau
- Eduardo Lopes
- José Martins
- Peixoto Alves
- Francisco Valada
- Américo Silva
- Fernando Mendes
- Firmino Bernardino
- António Martins
- David Plaza
- Melcior Mauri
- Ruben Plaza
- José Azevedo
- Cândido Barbosa
- Rui Costa

## Algumas conquistas
Ciclismo (actualizado em 21 de junho de 2007):
| - 9 triunfos a nível individual na Volta a Portugal; - 9 triunfos por equipas na Volta a Portugal; - 3 prémios de montanha na Volta a Portugal; - 5 triunfos por pontos na Volta a Portugal; - 5 metas volantes na Volta a Portugal; - 1 Volta ao Luxemburgo por equipas; - 1 Volta ao Algarve a nível individual; - 1 triunfo por pontos na Volta ao Alentejo; - 1 triunfo por equipas na Volta ao Alentejo; - 1 Festival de O Século; - 3 GP Casal; - 11 Clássicas Porto - Lisboa; - 1 GP de Cantanhede; - 2 GP de Vila Moreira; - 1 GP de Vendas Novas; - 1 GP Outono; - 1 GP Jornal de Notícias; - 4 GP Robbialac; - 3 GP de Sintra; - 2 GP Riopele; - 1 Corrida Porto-Viseu-Porto; - 1 Corrida Lisboa-Montemor-Lisboa; - 1 GP Philips; - 1 GP Nocal (Angola); - 2 Taças Inválidos do Comércio; - 7 Voltas a Lisboa; - 4 Voltas ao Porto; - 1 Volta a Portugal em Miniatura; - 1 Troféu Joaquim Agostinho; - 1 Campeonato Nacional de Estrada; - 1 Campeonato Nacional de Velocidade; - 1 Campeonato Distrital de Velocidade; - 3 Campeonatos de Rampa/Montanha; - 1 Maratona Nacional; - 3 Jogos Olímpicos Nacionais; | - 7 (sete) 50 km da UVP; - 5 (cinco) 100 km da UVP - contra-relógio; - 2 (dois) 100 km da UVP; - 4 (pelo menos) Campeonatos Nacionais de Fundo; - 1 (um) 100 km do U. C. Rio de Janeiro; - 1 Circuito da Mealhada; - 11 Circuitos da Malveira; - 1 Prova Bombarral-Malveira-Bombarral; - 2 Circuitos das Caldas da Rainha; - 1 Circuito de Areia; - 2 Circuitos de Alvalade; - 1 Circuito de Alenquer; - 1 Circuito de Óbidos; - 1 Circuito de Reguengo; - 1 Circuito de Sangalhos; - 1 Circuito de Sacavém; - 4 Circuito de Rio Maior; - 1 Circuito de Nafarros; - 1 Circuito de Loulé; - 1 Circuito de Ganhar; - 1 Circuito de Constância; - 1 Circuito de Tavira; - 1 Circuito de Terceno; - 1 Circuito de Vila Real; - 1 Circuito de Torres Vedras; - 9 Circuitos dos Campeões (Fig. Foz); - 1 Clássica de Montes Claros; - 2 Clássicas do Montijo; - 2 Clássicas do Cartaxo; - 1 Clássica de Terrugem; - 4 Estafetas Coimbra-Lisboa; - 1 GP Laranjina C; - 1 Golegã-Vila Franca-Benavente; | - 1 Porto-Vigo; - 2 Lisboa-Benavente; - 4 Lisboa-Porto; - 5 Lisboa-Coimbra; - 1 Lisboa-Bombarral-Lisboa; - 1 Prémio da Primavera; - 1 Tábua-Coimbra-Tábua; - 1 Taça Gerval Martins; - 1 Volta das Goeiras; - 1 Volta à Couraria (Coimbra); - 2 Vinte Voltas a Santarém/Volta dos Ases; - 1 Volta ao Concelho de Albergaria-a-Velha por equipas; - 1 Volta ao Concelho de Albergaria-a-Velha por metas volantes; - 1 Volta ao Concelho de Albergaria-a-Velha por combinado; - 1 Volta às Terras Stª Maria da Feira; - 1 Volta às Terras Stª Maria da Feira por equipas; - 1 Triunfo por Pontos na Volta ao Distrito de Santarém; - 1 Prémio de Ciclismo do Minho e Alto Douro/P. Barroselas; - 1 Prémio de Ciclismo do Minho e Alto Douro/P. Barroselas por equipas; - 1 Prémio de Ciclismo do Minho e Alto Douro/P. Barroselas por pontos; - 1 Troféu E. Leclerc; - 1 Troféu E. Leclerc por pontos; - 1 GP Terras do Sicó Pombal |